# MAK.123
Il MAK.123 è stato un monoplano monomotore ricognitore ad ala bassa costruito nel 1947 in Francia dall'ingegnere Ivan Ivanovič Mahonin (in russo: Иван Иванович Махонин), che si caratterizzava per la presenza di ali ad estensione variabile e per la presenza di 4 posti disposti in tandem.
Esso è stato uno dei primi esempi di velivolo con ala a geometria variabile ad aver volato.

## Caratteristiche tecniche
Il velivolo era l'evoluzione di precedenti progetti, dell'ingegnere Mahonin, quali il MAK.10 del 1931 e il MAK.101 del 1941. Il prototipo si caratterizzava per avere le ali estensibili lungo l'asse maggiore, con un comando meccanico, da 13 m a 21 m di apertura alare e da 20 m² a 36 m² di superficie.
Era motorizzato con un motore radiale BMW 801 da 1 800 hp ed era in grado di sviluppare una velocità massima, ad ali retratte, di 850 km/h, ed una velocità di crociera, ad ali estese, di 300 km/h.
Il prototipo non ebbe alcun seguito produttivo, dopo aver subito un atterraggio forzato in un campo di patate, malgrado se ne fosse previsto un potenziale come possibile modello di aereo ricognitore del futuro.